# Chung Linh
Chung Linh (chữ Hán: 鐘靈) là một nhân vật nữ trong tiểu thuyết Thiên Long Bát Bộ của nhà văn Kim Dung

## Thân phận
Nàng mang họ Chung, lúc xuất hiện là con gái ranh ma quỷ quái của cốc chủ Vạn Kiếp cốc Chung Vạn Cừu và Tiết Dạ Xoa Cam Bảo Bảo. Tuy nhiên, khi tấm màn sự thật hé mở, nàng lại là con gái của Trấn Nam vương nước Đại Lý Đoàn Chính Thuần, và là cháu ruột của đương kim hoàng đế nước Đại Lý Bảo Định Đế.

## Ngoại hình
Chung Linh là một cô gái rất xinh xắn, nhí nhảnh, hồn nhiên, với mái tóc hai bím rất dễ thương.
Khoảng mười sáu tuổi. Hơi thở tựa hoa lan, càng nhìn càng xinh. Những giọt lệ lấp lánh như châu ngọc, ánh mắt như ẩn nụ cười.

## Tính cách
Rất vô tư trong sáng, thích giúp đỡ kẻ yếu, ghét những kẻ ngông cuồng, cậy mạnh bắt nạt yếu.

## Cuộc đời
+ Chung Linh sinh ra và lớn lên trong Vạn Kiếp cốc, nơi mà người cha hờ của nàng là Chung Vạn Cừu ẩn mình nhằm ngăn cản không cho mẹ nàng tiếp xúc với tình địch Đoàn Chính Thuần. Nàng vẫn thường trốn nhà đem con chồn độc đi chơi, tình cờ một lần, nàng gặp và kết bạn với Đoàn Dự, hai bên đều là những con người hết sức ngây thơ, hồn nhiên và không kém phần lãng mạn nên tâm đầu ý hợp, rất là quyến luyến. Khi Đoàn Dự bị Đoàn Diên Khánh giam cầm trong nhà lao cùng với Mộc Uyển Thanh, nàng đã bị người của Đoàn Chính Thuần đánh tráo với Mộc Uyển Thanh khiến cho hết thảy mọi người đều lầm tưởng nàng và Đoàn Dự đã làm chuyện của vợ chồng. Đoàn Dự bị Cưu Ma Trí bắt đi, nàng trong lòng bao nỗi thương, niềm nhớ. Nàng đã đi khắp nơi, hỏi thăm không biết bao nhiêu người để tìm Đoàn Dự. Cuối cùng, lúc nàng được thỏa nguyện thì cũng là lúc Đoàn Dự bị thương nặng. Hai người gặp nhau, lúc này nàng là người đẹp lanh lợi hoạt bát đầu tiên trong đời từng khiến chàng công tử họ Lý xao xuyến và rung động nhưng đã biết nàng là em gái mình, còn nàng thì chưa biết. Tình cảm nàng dành cho Đoàn Dự vẫn như ngày trước, đó cũng khó nói là tình yêu nam nữ, nhưng cũng không đơn giản chỉ là tình cảm của một đôi bạn trên núi Vô Lượng ngày nào.
+ Ở các ấn bản ban đầu, Kim Dung không nói rõ kết cục của câu chuyện giữa Chung Linh và Đoàn Dự, đó cũng là cái hay để người đọc tự mình tưởng tượng. Có thể là một kết cục có hậu khi hai người đến với nhau, nhưng cũng không là một thảm họa nếu Đoàn Dự và nàng mãi mãi giữ thân phận huynh muội. Không giống như Mộc Uyển Thanh, Chung Linh không làm cho người đọc băn khoăn, trăn trở về cuộc đời của mình. Mộc Uyển Thanh, không lấy được Đoàn Dự thì coi như một đời thanh xuân sẽ lụi tàn trong cô độc, nhưng đối với nàng dường như "Đoàn Dự cứ mãi mãi là Đoàn đại ca chẳng phải tốt hơn sao?"
+ Ở bản tân tu xuất bản năm 2003, Kim Dung đã bổ sung thêm một số tình tiết, trong đó có việc Đoàn Dự lấy Chung Linh, chọn làm Hiền phi, cùng với Mộc Uyển Thanh là Hoàng hậu.

## Trên phim
- 1982:Huỳnh Hạnh Tú (Trong phim cô đóng 2 vai A Châu và Chung Linh)
- 1997:Hà Mỹ Điền
- 2003:Dương Nhụy
- 2013:Mao Hiểu Đồng